# Список аэропортов по коду ИКАО: U
Список аэропортов по коду ИКАО: A — B — C — D — E — F — G — H — I — J — K — L — M — N — O — P — Q — R — S — T — U — V — W — X — Y — Z

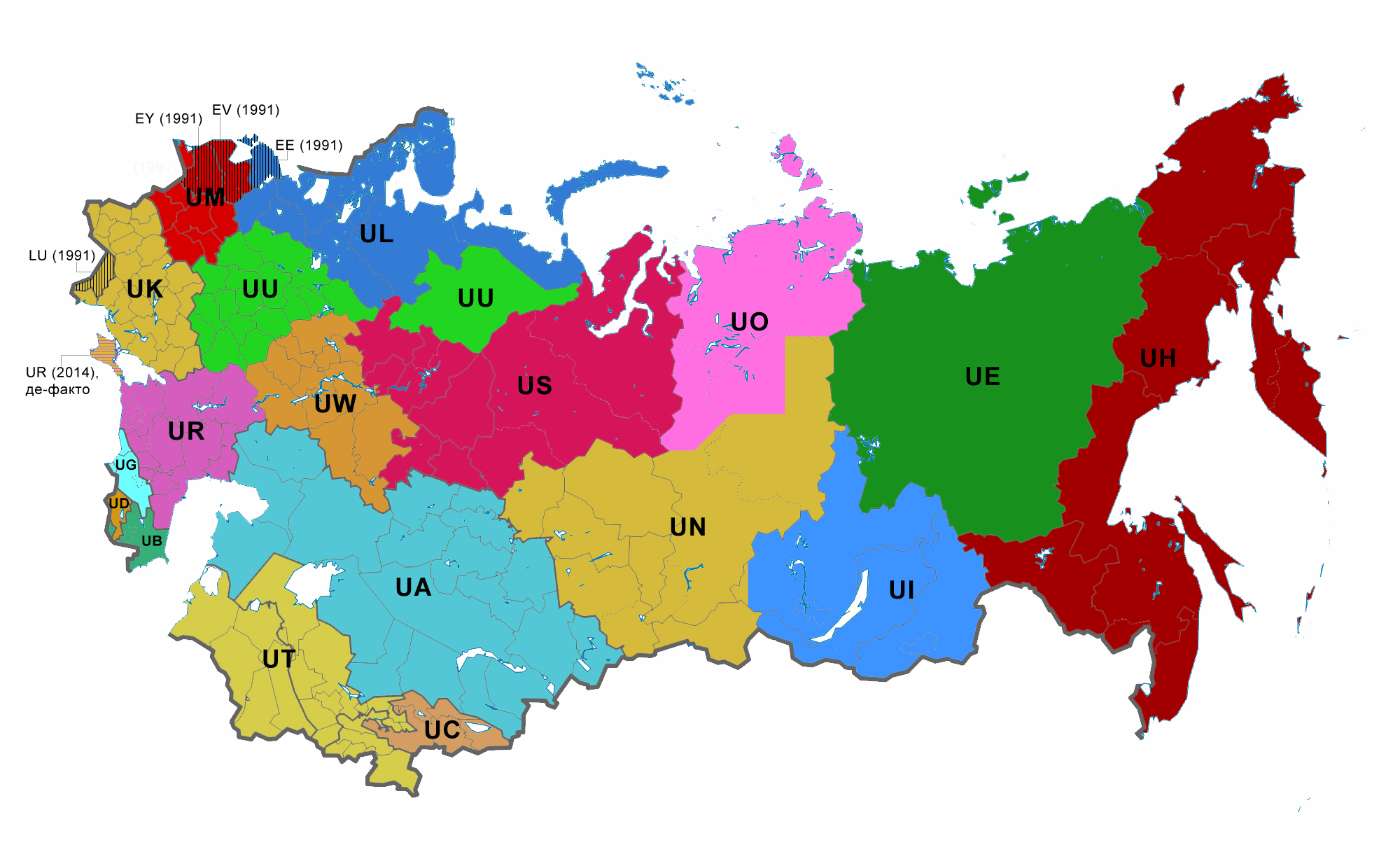
Региональная привязка аэродромных кодов ICAO с префиксом U в СССР. Заштрихованные территории впоследствии сменили коды. В Крыму с 2014 года в фактических навигационных данных Росавиации используется префикс UR вместо UK, но с точки зрения ИКАО валидным является только UK.

Префикс «U» используется для обозначения аэропортов России и стран бывшего СССР, кроме Эстонии (EE), Латвии (EV), Литвы (EY) и Молдавии (LU). До распада СССР Латвийская и Литовская ССР использовали префикс UM, Эстонская ССР — UL, Молдавская ССР — UK.
Формат записей:
- ИКАО (ИАТА) — Название аэропорта — Местоположение.

## U — Россия
См. Категория:Аэропорты России

### UE
- UECT (TLK) — Талакан — Якутия
- UEEA (ADH) — Алдан — Алдан
- UEEE (YKS) — Туймаада — Якутск
- UELL (CNN) — Чульман — Чульман (Якутия)
- UERL (ULK) — Ленск — Ленск
- UERP (PYJ) — Полярный — Удачный
- UERR (MJZ) — Мирный — Мирный
- UESK (SRM) — Среднеколымск — Среднеколымск
- UESO (CKH) — Чокурдах — п. Чокурдах
- UESS (CYX) — Якут — Черский (Якутия)
- UEST (IKS) — Тикси — Тикси

### UH
- UHBB (BQS) — Игнатьево — Благовещенск
- UHBI (GDG) — Магдагачи — Магдагачи
- UHHH (KHV) — Хабаровск (Новый) — Хабаровск
- UHMA (DYR) — Угольный — Анадырь
- UHMD (PVS) — Провидения бухта — с. Урелики, Чукотка
- UHMM (GDX) — «Магадан» (Сокол) — Магадан
- UHMP (PWE) — Певек — Певек
- UHPP (PKC) — Елизово — Петропавловск-Камчатский
- UHSS (UUS) — Хомутово — Южно-Сахалинск
- UHSH (OHH) — Оха — Оха
- UHWW (VVO) — Кневичи — Владивосток
- UHSN (NGK) — Ноглики — Ноглики

### UI
- UIAA (HTA) — Кадала — Чита
- UIAE (—) — Краснокаменск — Краснокаменск
- UIBB (BTK) — Братск — Братск
- UIBS (UIK) — Усть-Илимск — Усть-Илимск
- UIBV (—) — Железногорск — Железногорск-Илимский
- UIIB (—) — Белая (авиабаза) — Усолье-Сибирское
- UIIH (—) — Хужир — Харанцы
- UIII (IKT) — Иркутск — Иркутск
- UIIN (—) — Кырен — Кырен
- UIIR (—) — Иркутск-2 (аэродром)
- UIKB (—) — Бодайбо — Бодайбо
- UIKE (—) — Ербогочен — Ербогочен
- UIKG (—) — Таксимо — Таксимо
- UIKK (—) — Киренск — Киренск
- UIKM (—) — Мама — Мама
- UINN (—) — Нижнеудинск — Нижнеудинск
- UITK (—) — Казачинское — Казачинское
- UITT (UKX) — Усть-Кут — Усть-Кут
- UIUB (—) — Багдарин — Багдарин
- UIUN (—) — Нижнеангарск — Нижнеангарск
- UIUU (UUD) — Байкал (стар. — Мухино) — Улан-Удэ

### UL
- ULAA (ARH) — Талаги — Архангельск
- ULAM (NNM) — Нарьян-Мар — Нарьян-Мар
- ULDD (AMV) — Амдерма — Амдерма
- ULDR () — Амдерма-2 — Рогачёво
- ULKK (KSZ) — Котлас — Котлас
- ULLI (LED) — Пулково — Санкт-Петербург
- ULLP () — Пушкин — Санкт-Петербург
- ULMK (KVK) — Хибины — Апатиты
- ULMM (MMK) — Мурманск — Мурманск
- ULOL (VLU) — Великие Луки — Великие Луки
- ULOO (PKV) — Псков — Псков
- ULPB (PES) — Бесовец — Петрозаводск
- ULPM () — Костомукша — Костомукша
- ULSS (RVH) — Ржевка — Санкт-Петербург
- ULST () — Тихвин — Ленинградская область
- ULWC (CEE) — Череповец — Вологодская область
- ULWR () — Вытегра — Вытегра
- ULWW (VGD) — Вологда — Вологда
- ULAH (ARH) — Васьково — Архангельск

### UM
- UMKK (KGD) — Храброво — Калининград

### UN
- UNAA (ABA) — Абакан — Абакан
- UNBB (BAX) — Барнаул — Барнаул
- UNBI — Бийск — Бийск
- UNCC — Новосибирск Северный — Новосибирск
- UNEE (KEJ) — Кемерово — Кемерово
- UNKL (KJA) — Емельяново — Красноярск
- UNKY (KYZ) — Кызыл — Кызыл
- UNNT (OVB) — Толмачёво — Новосибирск
- UNOO (OMS) — Центральный — Омск
- UNOS () — Северный — Омск
- UNTT (TOF) — Богашёво — Томск
- UNWI — Таштагол — Таштагол
- UNWW (NOZ) — Спиченково — Новокузнецк

### UO
- UOHH (HTG) — Хатанга — Хатанга
- UOII (IAA) — Игарка — Игарка
- UODD (DKS) — Диксон — Диксон
- UOOD () — Дудинка — Дудинка
- UOOO (NSK) — Алыкель — Норильск
- UOOW () — Валек — Норильск
- UOTT () — Туруханск — Туруханск

### UR
- URKA (AAQ) — Витязево — Анапа
- URKG (GDZ) — Геленджик — Геленджик
- URKK (KRR) — Пашковский — Краснодар
- URKM — Майкоп — Майкоп
- URKT — Тихорецк — Тихорецк
- URKW (…) — Лабинск — Лабинск
- URMG (GRV) — Грозный — Грозный
- URML (MCX) — Уйташ — Махачкала
- URMM (MRV) — Минеральные Воды — Минеральные Воды
- URMN (NAL) — Нальчик — Нальчик
- URMO (OGZ) — Беслан — Владикавказ
- URMS (IGT) — Магас — Магас
- URMT (STW) — Шпаковское — Ставрополь
- URRP (ROV) — Платов — Ростов-на-Дону
- URRR (RVI) — Ростов-на-Дону — Ростов-на-Дону
- URRT (TGK) — Южный — Таганрог
- URSS (AER) — Сочи, Адлер — Сочи
- URWA (ASF) — Астрахань — Астрахань
- URWI (ESL) — Элиста — Элиста
- URWW (VOG) — Гумрак — Волгоград

### US
- USCC (CEK) — Баландино — Челябинск
- USCG — Шагол — Челябинск
- USCM (MQF) — Магнитогорск — Магнитогорск
- USDA — Сабетта — Сабетта
- USDB — Бованенково — Бованенково
- USDD (SLY) — Салехард — Салехард
- USHS (OVS) — Советский — Советский
- USHH — Ханты-Мансийск — Ханты-Мансийск
- USHU (URJ) — Урай — Урай
- USKK (KVX) — Киров — Киров
- USMM (NYM) — Надым — Надым
- USMU (NUX) — Новый Уренгой — Новый Уренгой
- USNN (NJC) — Нижневартовск — Нижневартовск
- USNR (RAT) — Радужный — Радужный
- USII (IJK) — Ижевск — Ижевск
- USPP (PEE) — Большое Савино — Пермь
- USRK (KGP) — Когалым — Когалым
- USRN (NFG) — Нефтеюганск — Нефтеюганск
- USRO (NOJ) — Ноябрьск — Ноябрьск
- USRR (SGC) — Сургут — Сургут
- USSE — Североуральск — Североуральск
- USSI — Ивдель — Ивдель
- USSK — Уктус — Екатеринбург
- USSS (SVX) — Кольцово — Екатеринбург
- USTM — Ишим — Ишим
- USTO (TOX) — Тобольск — Тобольск
- USTR (TJM) — Рощино — Тюмень
- USTL — Плеханово — Тюмень
- USUU (KRO) — Курган — Курган

### UU
- UUBA (KMW) — Сокеркино — Кострома
- UUBB (BKA) — Быково — Москва
- UUBI (IWA) - Иваново-Иваново
- UUBP (BZK) — Брянск — Брянск
- UUBR (RZN) — Турлатово — Рязань
- UUBW (ZIA) — Жуковский — Москва
- UUDD (DME) — Домодедово — Москва
- UUDL (IAR)— Туношна — Ярославль
- UUEE (SVO) — Шереметьево — Москва
- UUEM (KLD) — Мигалово — Тверь
- UUMO — Остафьево — Москва
- UUOB (EGO) — Белгород — Белгород
- UUOK (URS) — Курск — Курск
- UUOO (VOZ) — Чертовицкое — Воронеж
- UUOT (TBW) — Донское — Тамбов
- UUUS — Тушино — Москва
- UUWW (VKO) — Внуково — Москва
- UUYH (UCT) — Ухта — Ухта
- UUYP (PBX) — Печора — Печора
- UUYW (VKT) — Воркута — Воркута
- UUYY (SCW) — Сыктывкар — Сыктывкар

### UW
- UWGB — Большое Болдино — Большое Болдино
- UWGG (GOJ) — Стригино — Нижний Новгород
- UWKB — Бугульма — Бугульма
- UWKD (KZN) — Казань — Казань
- UWKE (NBC) — Бегишево — Нижнекамск
- UWKO —  Данилово — Йошкар-Ола
- UWKS (CSY) — Чебоксары — Чебоксары
- UWLL — Баратаевка — Ульяновск
- UWLN — Новоселки (Ульяновская область) — Ульяновск
- UWLS — Солдатская Ташла — Ульяновск
- UWLW (ULY) — Восточный — Ульяновск
- UWOO (REN) — Центральный — Оренбург
- UWOR (OSW) — Орск — Орск
- UWPP (PEZ) — Терновский — Пенза
- UWPS (SKX) — Саранск — Саранск
- UWSG (GSV) — Гагарин — Саратов
- UWSS (RTW) — Центральный — Саратов
- UWSK — Красный Кут — Красный Кут
- UWUB — Белорецк — Белорецк
- UWUF — Нефтекамск — Нефтекамск
- UWUK — Октябрьский — Октябрьский
- UWUS — Стерлитамак — Стерлитамак
- UWUU (UFA) — Уфа — Уфа, Россия
- UWWB — Главный — Бугуруслан
- UWWZ — Северный — Бугуруслан
- UWWS — Смышляевка — Самара
- UWWG — Безымянка — Самара
- UWWW (KUF) — Курумоч — Самара

## UA —Казахстан
См. также Категория:Аэропорты Казахстана
- UAAA (ALA) — Международный аэропорт Алматы — Алма-Ата
- UAAH (BXH) — Балхаш — Балхаш
- UAAR — Боралдай — Алма-Ата
- UACC (NQZ) — Нурсултан Назарбаев — Астана[2]
- UACP (РРК) — Петропавловск — Петропавловск
- UADD (DMB) — Тараз — Тараз
- UAII (CIT) — Шымкент — Шымкент
- UAIT — Туркестан — Туркестан
- UACK (KOV) — Кокшетау — Кокшетау
- UAKD (DZN) — Жезказган — Жезказган
- UAKK (KGF) — Сары-Арка — Караганда
- UAOL — Крайний — Байконур
- UAON — Юбилейный — Байконур
- UAOO (KZO) — Кызылорда — Кызылорда
- UARR (URA) — Уральск — Уральск
- UASB (EKB) — Экибастуз — Экибастуз
- UASK (UKK)— Усть-Каменогорск — Усть-Каменогорск
- UASP (PWQ)— Павлодар — Павлодар
- UASS (PLX) — Семей — Семей
- UATA — — Аральск — Аральск
- UATE (SCO) — Актау — Актау
- UATG (GUW) — Атырау — Атырау
- UATT (AKX) — Актобе — Актобе
- UATR — Шалкар — Шалкар
- UAUR (AYK) — Аркалык — Аркалык
- UAUU (KSN) — Наримановка — Костанай

## UB —Азербайджан
См. также Категория:Аэропорты Азербайджана
- UBBB (GYD) — Гейдар Алиев — Баку
- UBBG (GNJ) — Гянджа — Гянджа
- UBBN (NAJ)— Нахичевань — Нахичевань
- UBBY (ZTA) — Парзиван — Загатала
- UBBL (LLK) — Ленкорань — Ленкорань
- UBBQ (GBB) — Габала — Габала
- UBBZ (ZZE) — Зангелан — Зангелан
- UBBF (FZL) — Физули — Физули

## UC —Киргизия
См. также Категория:Аэропорты Киргизии
- UCFA — Тамга — Иссык-Кульская область
- UCFB — Баткен — Баткенская область
- UCFY — Кербен — Джалал-Абадская область
- UCFF — Токмак — Чуйская область
- UCFG — Чолпон-Ата — Иссык-Кульская область
- UCFI — Исфана — Баткенская область
- UCFE — Джалал-Абад — Джалал-Абадская область
- UCFL — Тамчи — Иссык-Кульская область
- UCFM (FRU) — Манас — Бишкек
- UCFN — Нарын — Нарынская область
- UCFO (OSS) — Ош — Ошская область
- UCFP — Каракол — Иссык-Кульская область
- UCFR — Балыкчи — Иссык-Кульская область
- UCFS — Кызыл-Кыя — Баткенская область
- UCFT — Талас — Таласская область
- UCFU — Бишкек — Бишкек
- UCFW — Кант — Кант
- UCFK — Казарман — Джалал-Абадская область

## UD —Армения
См. также Категория:Аэропорты Армении
- UDLS — Степанаван — Степанаван
- UDSG (LWN) — Shirak — Гюмри
- UDSK (KPN) - Сюник (близ Капана)
- UDYE — Эрибуни — Ереван (аэродром совместного базирования)
- UDYZ (EVN) — Звартноц — Звартноц (близ Еревана)

## UG —Грузия, в том числе Абхазия
См. также Категория:Аэропорты Грузии
- UGTB (TBS) — Новоалексеевка — Тбилиси
- UGKO — Копитнари — Кутаиси
- UGSB — Батуми — Батуми
- UGSS (SUI) — Сухум — Сухум

## UK — Украина
См. также Категория:Аэропорты Украины
- UKBB (KBP) — Борисполь — Борисполь (близ Киева)
- UKBW — Киев-Бузовая
- UKCC (DOK) — Донецк (аэропорт им. Прокофьева) — Донецк
- UKCM — Мариуполь — Мариуполь
- UKCW (VSG) — Луганск — Луганск
- UKDD (DNK) — Днепр — Днепр
- UKDE (OZH) — Мокрая — Запорожье
- UKDR (KWG) — Кривой Рог (аэропорт) — Кривой Рог
- UKHH (HRK) — Основа — Харьков
- UKHD — Сокольники — Харьков
- UKKE — Черкассы — Черкассы
- UKKG (KGO) — Кировоград — Кропивницкий
- UKKK (IEV) — Киев — Киев
- UKKM (GML) — Гостомель — Гостомель
- UKLI (IFO) — Ивано-Франковск — Ивано-Франковск
- UKLL (LWO) — Львов — Львов
- UKLH (HMJ) — Хмельницкий — Хмельницкий
- UKLN (CWC) — Черновцы — Черновцы
- UKLR — Ровно — Ровно
- UKLT — Тернополь — Тернополь
- UKLU (UDJ) — Ужгород — Ужгород
- UKON (NLV) — Николаев — Николаев
- UKOO (ODS) — Одесса — Одесса
- UKFB (UKS) — Аэропорт Бельбек —   Севастополь[3]
- UKFF (SIP) — Симферополь — Симферополь[3]
- UKFK (KHC) — Керчь — Керчь[3]

## UM — Белоруссия (иКалининград, Россия)
См. также Категория:Аэропорты Белоруссии
- UMBB (BQT) — Брест — Брест
- UMGG (GME) — Гомель — Гомель
- UMII (VTB) — Витебск — Витебск
- UMKK (KGD) — Храброво — Калининград
- UMMI — Липки — Минск
- UMMG (GNA) — Гродно — Обухово
- UMMM (MHP) — Минск-1 — Минск
- UMMS (MSQ) — Минск (ранее «Минск-2») — Минск
- UMOO (MVQ) — Могилёв — Могилёв

## UT —Таджикистан,Туркменистан,Узбекистан
См. также Категория:Аэропорты Таджикистана
См. также Категория:Аэропорты Туркменистана
См. также Категория:Аэропорты Узбекистана
- UTAA (ASB) — Ашхабад — Ашхабад, Туркменистан
- UTAK (KRW) — Туркменбаши — Туркменбашы, Туркменистан
- UTAM (MYP) — Мары — Мары, Туркменистан
- UTAT (TAZ) — Дашогуз — Дашогуз, Туркменистан
- UTAV (CRZ) — Туркменабат — Туркменабат (Чарджо́у), Туркменистан
- UTAE — Керки  — Керки  (Атамурат), Туркменистан

- UTDD (DYU) — Душанбе — Душанбе, Таджикистан
- UTDL (LBD) — Худжанд — Худжанд, Таджикистан
- UTDK (TJU) — Куляб — Куляб, Таджикистан
- UTDT (KQT) — Бохтар — Бохтар, Таджикистан

- UTKA (AZN) — Андижан — Андижан, Узбекистан
- UTKF (FEG) — Фергана — Фергана, Узбекистан
- UTFN (NMA) — Наманган — Наманган, Узбекистан
- UTNN (NCU) — Нукус — Нукус, Узбекистан
- UTNU (UGC) — Ургенч — Ургенч, Узбекистан
- UTSA (NVI) — Навои — Навои, Узбекистан
- UTSB (BHK) — Бухара — Бухара, Узбекистан
- UTSH — Шахрисябз — Шахрисябз, Узбекистан
- UTSK (KSQ) — Карши — Карши, Узбекистан
- UTSL — Ханабад — Карши, Узбекистан
- UTSS (SKD) — Самарканд — Самарканд, Узбекистан
- UTST (TMJ) — Термез — Термез, Узбекистан
- UTTT (TAS) — Ташкент — Ташкент, Узбекистан

## Бывшие коды
Нижеприведённые коды были присвоены аэродромам Латвийской, Литовской, Эстонской и Молдавской ССР. После распада СССР соответствующие страны получили новые коды с префиксами E и L. В скобках указаны нынешние коды аэродромов.

### UK – Молдавская ССР
- UKIB – Бельцы-Лядовены – Бельцы (LUBL)
- UKIE – Тигина – Бендеры (LUTG)
- UKII – Кишинёв – Кишинёв (LUKK)
- UKIK – Каменка – Каменка (LUCM)

### UL – Эстонская ССР
- ULTD – Тарту – Тарту (EETU)
- ULTH – Кярдла – Кярдла (EEKA)
- ULTK – Курессааре – Курессааре (EEKE)
- ULTN – Нарва – Нарва (EENA)
- ULTP – Пярну – Пярну (EEPU)
- ULTT – Таллин – Таллин (EETN)
- ULTV – Вильянди – Вильянди (EEVI)

### UM – Латвийская ССР и Литовская ССР

#### Латвийская ССР
- UMRA – Румбула – Рига (EVRC)
- UMRD – Даугавпилс – Даугавпилс (EVDA)
- UMRE – Резекне – Резекне (EVNA)
- UMRG – Эргли – Эргли
- UMRI – Прейли – Прейли
- UMRL – Лиепая – Лиепая (EVLA)
- UMRM – Посадочная площадка Майори – Майори
- UMRR – Рига – Рига (EVRA)
- UMRS – Спилве – Рига (EVRS)
- UMRV – Вентспилс – Вентспилс (EVVA)

#### Литовская ССР
- UMWA – Паневежис – Паневежис (EYPP)
- UMWD – Клайпеда – Клайпеда (EYKL)
- UMWI – Шяуляй – Шяуляй (EYSA)
- UMWK – Каунас – Каунас (EYKA)
- UMWP – Паланга – Паланга (EYPA)
- UMWR – Друскининкай – Друскининкай (EYDR)
- UMWS – Скаудвиле – Скаудвиле
- UMWW – Вильнюс – Вильнюс (EYVI)